# 784 до н. е.

## Події
- Сонячне затемнення 9 лютого
- Сонячне затемнення 6 серпня (тривалістю понад 5 хвилин).
- Початок правління в Коринфі царя Александра.
- Війна Адада-нірарі III проти Урарту в Хубушкії.

## Померли
- Агемон — цар Коринфа з династії Гераклідів